# Martí Rafel
Martín „Martí“ Rafel Herrero (* 14. August 1964 in Barcelona, Katalonien) ist ein ehemaliger spanischer Freestyle-Skier. Er startete in allen Disziplinen und hatte seine Stärken in der Kombination. Bei den Weltmeisterschaften 1989 gewann er als erster und bisher einziger Spanier in dieser Sportart eine Medaille, im Weltcup gelangen ihm zwei Podestplätze.

## Biografie

### Kindheit und Jugend
Martí Rafel Herrero wuchs in Barcelona auf, bezeichnet sich aber selbst als „Xarnego“. Sein Vater stammte aus Arén in Aragonien, seine Mutter aus der marokkanischen Hafenstadt Tanger. Sie besuchte das Lycée Français in Barcelona und war sportlich aktiv. Im Alter von zwei Jahren begann Rafel in Vall de Núria mit dem Skifahren, später übte er den Wintersport mit seinen Brüdern und Schwestern in La Molina aus. Durch den Skilehrer seiner Mutter, den spanischen Freestyle-Pionier Lay Gaínza, inspiriert, wandte er sich im Alter von 14 Jahren dem noch jungen Freestyle-Skiing zu und begann mit dem Leistungssport.

### Sportliche Laufbahn
1981 gewann Martí Rafel in Formigal den spanischen Meistertitel im Skiballett. Im selben Jahr nahm er in Saas-Fee erstmals an den Internationalen Jugendmeisterschaften teil und belegte die Ränge 18 und 22 im Ballett und auf der Buckelpiste. Zwei Jahre später war er in Unterwasser und La Clusaz erneut bei Jugendmeisterschaften am Start und erreichte als bestes Resultat Ballettrang acht. Am 27. März 1984 gab er in Tignes sein Debüt im Freestyle-Skiing-Weltcup, konnte vorerst aber nur in der Kombination punkten.
Bei den ersten Weltmeisterschaften in Tignes bestritt Rafel alle vier Wettkämpfe und belegte als bestes Ergebnis Platz zwölf in der Kombination. Nach sporadischen Weltcup-Einsätzen nahm er im Februar 1988 am Ballett-Demonstrationswettbewerb im Rahmen der Olympischen Spiele teil und wurde Elfter. Sein größter Karriereerfolg glückte ihm ein Jahr später bei den Weltmeisterschaften am Oberjoch, wo er hinter Chris Simboli und Scott Ogren die Bronzemedaille in der Kombination gewann. In der Saison 1989/90 erreichte er erstmals in sämtlichen Disziplinen Platzierungen in den Punkterängen und belegte mit Platz 22 im Gesamtweltcup ein Karrierehoch. Außerdem gewann er hinter Sergei Schuplezow Kombinationssilber bei den Europameisterschaften. Seine einzigen Weltcup-Podestplätze gelangen ihm um den Jahreswechsel 1990/91 als jeweils Dritter in den Kombinationen von La Plagne und Piancavallo. Die Weltmeisterschaften von Lake Placid beendete er mit den Rängen 21 und 35 in Ballett und Moguls. Nach den Olympischen Spielen von Albertville, wo er auf der Buckelpiste 31. wurde, beendete er seine aktive Laufbahn im Leistungssport.

### Weitere Karriere
Martí Rafel war während seiner Sportkarriere als Skilehrer, Skischulleiter, Promoter und Verkäufer von Skiprodukten tätig. Daneben trug er zur Gründung der Zeitschrift Solo Nieve bei und gründete in Bariloche eine Skischule. Im Palau Sant Jordi organisierte er eine Ski-Show mit Sportgrößen wie Blanca Fernández Ochoa und Alberto Tomba. Nach dem Karriereende übernahm er eine Managementfunktion im Skigebiet Boí Taüll in den katalonischen Pyrenäen und später den Posten als Geschäftsführer einer Hotelkette.

## Erfolge

### Olympische Spiele
- Calgary 1988: 11. Ballett (Demonstrationswettbewerb)
- Albertville 1992: 31. Moguls

### Weltmeisterschaften
- Tignes 1986: 12. Kombination, 39. Ballett, 43. Aerials, 46. Moguls
- Calgary 1988: 11. Ballett
- Oberjoch 1989: 3. Kombination, 29. Ballett, 35. Aerials, 39. Moguls
- Lake Placid 1991: 21. Ballett, 35. Moguls

### Weltcup
- 23 Platzierungen unter den besten zehn, davon 2 Podestplätze

### Weltcupwertungen
| Saison  | Gesamt | Gesamt | Aerials | Aerials | Moguls | Moguls | Ballett | Ballett | Kombination | Kombination |
| Saison  | Platz  | Punkte | Platz   | Punkte  | Platz  | Punkte | Platz   | Punkte  | Platz       | Punkte      |
| ------- | ------ | ------ | ------- | ------- | ------ | ------ | ------- | ------- | ----------- | ----------- |
| 1984    | –      | –      | –       | –       | –      | –      | –       | –       | 22.         | 3           |
| 1986/87 | –      | –      | –       | –       | –      | –      | –       | –       | –           | –           |
| 1987/88 | 66.    | 7      | –       | –       | –      | –      | 38.     | 1       | 8.          | 50          |
| 1988/89 | 86.    | 3      | –       | –       | –      | –      | 47.     | 1       | 11.         | 19          |
| 1989/90 | 22.    | 20     | 37.     | 10      | 51.    | 1      | 23.     | 44      | 5.          | 68          |
| 1990/91 | 32.    | 17     | 52.     | 8       | 63.    | 1      | 24.     | 56      | 5.          | 82          |
| 1991/92 | –      | –      | –       | –       | –      | –      | –       | –       | –           | –           |

### Weitere Erfolge
- min. 1 spanischer Meistertitel (Ballett 1981)[1]
- Silber bei den Europameisterschaften in der Kombination 1990